# Hrvatska ženska vaterpolska reprezentacija
Hrvatska ženska vaterpolska reprezentacija predstavlja Hrvatsku u međunarodnim natjecanjima u ženskom vaterpolu. Pod vodstvom je Hrvatskoga vaterpolskoga saveza. Poznate su pod nadimkom Barakudice.
Prvi nastup na Europskim prvenstvima ostvarila je 2010., na kojemu je osvojila osmo mjesto. EP u Beogradu 2016. prvo je na kojemu su nastup hrvatske vaterpolistice izborile kroz kvalifikacije.
God. 2018. nastupile su na Europskom vaterpolskom kupu.

## EP 2010.
- skupina: Hrvatska - Rusija 3:28
- skupina: Hrvatska - Italija 3:22
- skupina: Hrvatska - Grčka 4:29
- 7./8.: Hrvatska - Njemačka 7:23

## EP 2016.
- skupina: Hrvatska - Španjolska 3:29
- skupina: Hrvatska - Srbija 4:8
- skupina: Italija - Hrvatska 31:2
- skupina: Hrvatska - Francuska 3:14
- skupina: Hrvatska - Njemačka 9:20

- za 11. mjesto: Turska - Hrvatska 4:12[2]

## EP 2018.
- skupina: Nizozemska - Hrvatska 21:1
- skupina: Hrvatska - Francuska 6:17
- skupina: Grčka - Hrvatska 21:2
- skupina: Italija - Hrvatska 24:3
- skupina: Izrael - Hrvatska 7:7

- za 11. mjesto: Hrvatska - Turska 11:6

## EP 2020.
- 12. siječnja 2020.:  Mađarska -  Hrvatska 25:6
- 13. siječnja 2020.:  Hrvatska -  Grčka 3:18
- 15. siječnja 2020.:  Srbija -  Hrvatska 8:9
- 17. siječnja 2020.:  Rusija -  Hrvatska 34:1
- 19. siječnja 2020.:  Slovačka -  Hrvatska 9:7

- za 9. mjesto (21. siječnja 2020.):  Hrvatska -  Izrael 7:11

## Sastavi
- EP 2020.: Bruna Barišić, Julija Božan, Petra Bukić, Domina Butić, Ivana Butić, Ema Carević, Dina Lordan, Ana Miroslavić, Emmi Miljković, Alexandra Ratković, Matea Skelin, Mia Topić, Natasha Trojan. 
 Izbornik: Marijo Ćaleta[3]

## Mlađe dobne skupine
Hrvatska ima i ženske vaterpolske reprezentacije do 17 i do 15 godina. Reprezentacija do 17 godina na Europskom je prvenstvu za žene 2021. godine osvojila 7. mjesto od 19 reprezentacija.
Latica Medvešek  izabrana je za najbolju vrataricu Europe.
Reprezentacija do 15 godina tri je puta bila 6. na Europskim prvenstvima. Lara Srhoj proglašena je najboljom strijelkinjom Europskoga prvenstva u Zagrebu 2023., s 34 postignuta pogodka.